# Puy de Saint-Sandoux
Le puy de Saint-Sandoux est un relief d'origine volcanique (volcanisme de la Limagne) du Massif central. 

## Géographie
Situé au sud du village de Saint-Sandoux à partir duquel un chemin carrossable en ouvre l'accès, il domine les villages de Chaynat (ouest), Ludesse (sud) et Plauzat (est). Son sommet se situe à une altitude de 848 m et abrite une zone humide. 

## Tourisme
Un sentier balisé au départ du village propose de contourner le relief et d'en réaliser l'ascension par le sud-est. Il évite la zone humide pour accéder à la table d'orientation avant la redescente vers le village. L'arête nord-est, la plus escarpée, abrite une table d'orientation et une zone de décollage pour les parapentistes. Les ruines d'une croix détruite par la foudre en 2018 sont encore visibles.